# Lipoprotein mật độ thấp

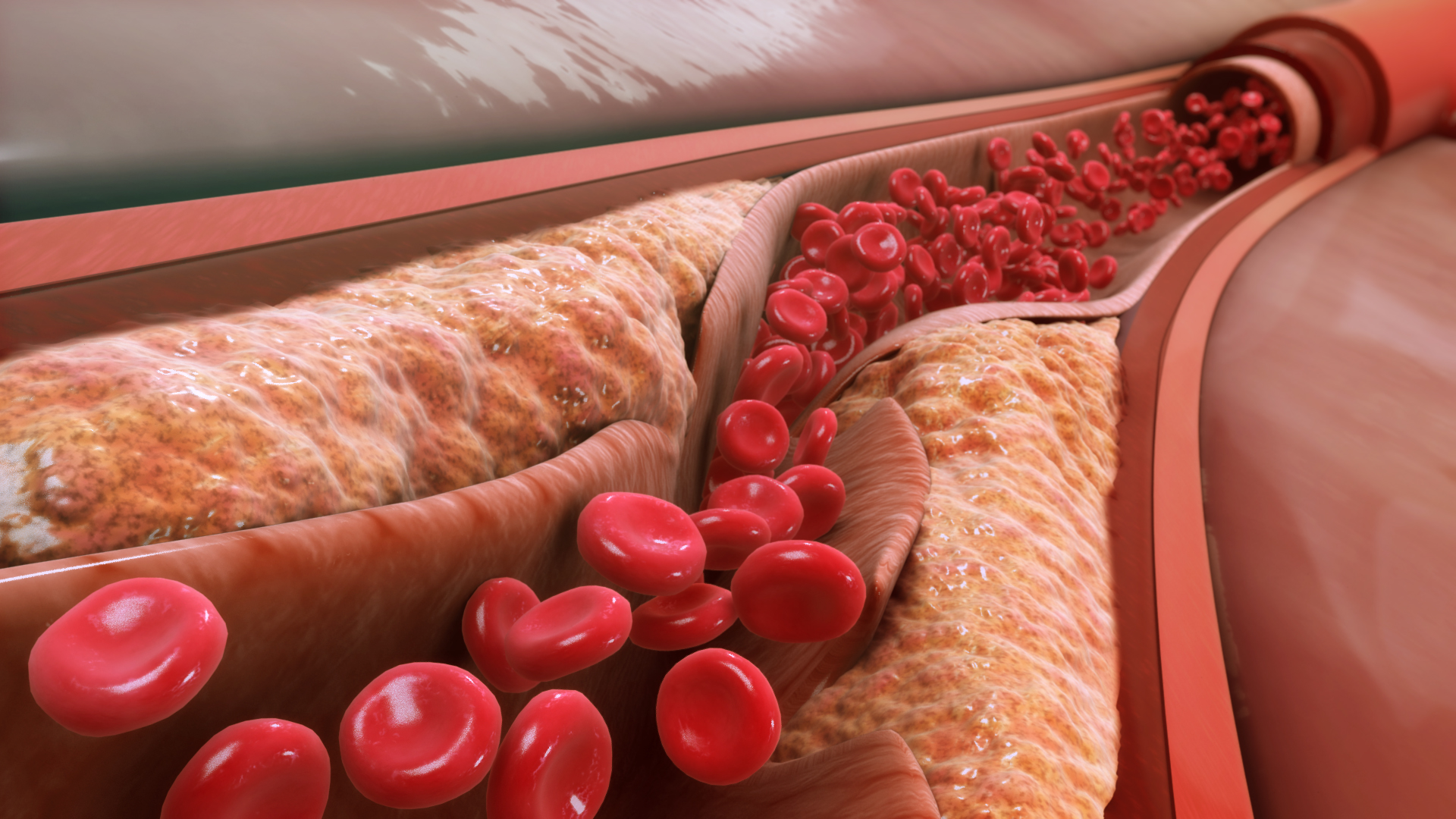
LDL hạt nhỏ có liên quan đến sự tiến triển của xơ vữa động mạch và tắc nghẽn lòng động mạch, bởi vì nó có thể mang cholesterol vào các mạch nhỏ hơn. Nhưng LDL cũng rất cần thiết để mang lipid giữ cho cơ thể con người tồn tại, kể cả trong những mạch nhỏ đó.

Lipoprotein mật độ thấp (low density lipoprotein LDL) là một trong năm nhóm lipoprotein chính vận chuyển tất cả các phân tử chất béo quanh cơ thể trong nước ngoại bào. Các nhóm này, từ đậm đặc nhất, so với nước xung quanh (hạt lớn nhất) đến đậm đặc nhất (hạt nhỏ nhất), là chylomicron (còn gọi là ULDL theo quy ước đặt tên mật độ tổng thể), lipoprotein mật độ rất thấp (VLDL), lipoprotein mật độ trung gian (IDL), lipoprotein mật độ thấp và lipoprotein mật độ cao (HDL). LDL cung cấp các phân tử chất béo cho các tế bào và có thể thúc đẩy sự tiến triển của xơ vữa động mạch nếu chúng bị oxy hóa trong các thành của động mạch.
Điều quan trọng cần lưu ý là LDL không phải là " cholesterol xấu". Nó là một hệ thống vận chuyển thiết yếu cho lipid mà cơ thể con người cần để tồn tại, bao gồm cả cholesterol. Có cả LDL hạt "lớn" và "nhỏ", và mặc dù chỉ nhỏ có liên quan đến các vấn đề liên quan đến cholesterol, nhưng cũng không "xấu". Ngay cả LDL "nhỏ" cũng cần thiết để dẫn chất dinh dưỡng đến các mạch máu mà LDL "lớn" không thể đi tới.

## Tổng quan
Lipoprotein chuyển lipid (chất béo) xung quanh cơ thể trong dịch ngoại bào, làm cho chất béo có sẵn cho các tế bào cơ thể để điều trị nội tiết qua trung gian thụ thể. Lipoprotein là các hạt phức tạp gồm nhiều protein, điển hình là 80 protein100 / hạt (được tổ chức bởi một apolipoprotein B duy nhất cho LDL và các hạt lớn hơn). Một hạt LDL duy nhất là khoảng 220-275 angstrom đường kính, thường chở 3.000 đến 6.000 phân tử chất béo / hạt, và thay đổi kích thước theo số lượng và kết hợp của các phân tử chất béo chứa bên trong. Các lipid mang theo bao gồm tất cả các phân tử chất béo có cholesterol, phospholipid và triglyceride chiếm ưu thế; số lượng của mỗi loại khác nhau đáng kể.
Việc giải thích thông thường về mức cholesterol cho rằng mức độ hạt LDL cao hơn làm tăng nguy cơ mắc bệnh tim mạch. Các hạt LDL được cho là xâm chiếm nội mô và bị oxy hóa, vì các dạng oxy hóa sẽ dễ dàng được giữ lại bởi các proteoglycan.  Quan điểm này đã bị thách thức là không chính xác và dựa trên phương pháp nghiên cứu thiếu sót. Vấn đề này vẫn còn gây tranh cãi và được tranh cãi mạnh mẽ trong các nghiên cứu bằng văn bản.